# Polisportiva Libertas Livorno 1990-1991

## Stagione
Nella stagione 1990-1991, la Libertas Livorno, ha disputato il massimo campionato nazionale giungendo al nono posto e venendo eliminata al primo turno dei Play-Off. In Coppa Italia arrivarono sino alle semifinali. La società non presentava main sponsor.
Al termine della stagione, avvenne la fusione con la Pallacanestro Livorno. Nacque la Libertas Pallacanestro Livorno con colori giallo blu e amaranto.

## Roster
Rosa della squadra
|  | Naz.                   | Ruolo | Sportivo            |  |  |  |  |
|  | ---------------------- | ----- | ------------------- |  |  |  |  |
|  | Stati Uniti (bandiera) |       | Joe Binion          |  |  |  |  |
|  | Italia (bandiera)      |       | Nicola Bonsignori   |  |  |  |  |
|  | Italia (bandiera)      |       | Flavio Carera       |  |  |  |  |
|  | Italia (bandiera)      |       | Gianluca Ceccarini  |  |  |  |  |
|  | Italia (bandiera)      |       | Alessandro Fantozzi |  |  |  |  |
|  | Italia (bandiera)      |       | Andrea Forti        |  |  |  |  |
|  | Stati Uniti (bandiera) |       | Anthony Jones       |  |  |  |  |
|  | Italia (bandiera)      |       | Stefano Maguolo     |  |  |  |  |
|  | Stati Uniti (bandiera) |       | Mark Plansky        |  |  |  |  |
|  | Italia (bandiera)      |       | Riccardo Tedeschi   |  |  |  |  |
|  | Italia (bandiera)      |       | Alberto Tonut       |  |  |  |  |